# Ragbyová reprezentace Spojených států amerických
Ragbyová reprezentace Spojených států amerických reprezentuje USA na turnajích rugby union. Zúčastnili se MS 1987, MS 1991, MS 1999 až MS 2019. Ve všech případech skončili v základní skupině. Nejlepší výsledek si připsali na MS 2003, kde porazili Japonsko 39:26. Na LOH 1920 a LOH 1924 se stali vítězi. V roce 2012 byli tyto dvě zlaté reprezentace jmenovány do Světové ragbyové síně slávy.V roce 2017 a 2018 vyhráli American Rugby Championship. 
K 12. srpna 2024 jim ve světovém žebříčku patřilo 19. místo.